# Hippotion roseipennis
Hippotion roseipennis là một loài bướm đêm thuộc họ Sphingidae, chi Hippotion.